# A Lição de Anatomia do Dr. Tulp
A Lição de Anatomia do Dr. Tulp (neerlandês: De Anatomische les van Dr. Nicolaes Tulp) é uma pintura a óleo sobre tela de Rembrandt, pintada em 1632. É uma de suas obras mais famosas e revolucionárias.
A pintura foi encomendada pela Associação de Cirurgiões de Amsterdã. O quadro retrata uma aula de anatomia do doutor Nicolaes Tulp, onde ocorre a dissecação da mão esquerda de Aris Kindt, um marginal condenado à morte por assalto a mão armada no dia anterior à lição. Lições de anatomia realmente existiram, e lecionadas por doutores anatomistas, aconteciam em anfiteatros.
A obra foi feita quando Rembrandt tinha apenas 26 anos, logo após se mudar para Amsterdã. O quadro, realista, retrata o desejo e inquietação do homem em busca de conhecimento sobre o funcionamento do corpo humano, seu comportamento e suas verdades.

## Técnica
A obra foi pintada com a técnica do chiaroscuro, herdada de Caravagio, e revolucionou a maneira dos artistas produzirem obras envolvendo grupos de pessoas . Os efeitos de luz e sombra agregam à pintura uma noção de perspectiva, assegurando uma ideia de realidade. Pode-se notar este efeito no corte feito para a dissecação do braço e na luminosidade sobre o cadáver, características que colocam o cadáver como centro da pintura.
Ha também um contraste entre a vida e a morte: enquanto o corpo encontra-se deitado e pálido, os personagens à sua volta dão a ideia de movimento e dinamismo.

## Análise
Rembrandt quebra barreiras da pintura convencional ao dar maior importância para o fato de estar retratando um acontecimento histórico, assim, transformando o perfil de suas obras. Anteriormente, possuíam um traço mais rígido, de forma que os momentos retratados não aparentavam dinamismo; em geral, eram pinturas mais ensaiadas e planejadas. Com A Lição de Anatomia de Dr. Tulp, estes conceitos foram abandonados.
Há um drama presente na cena que pode ser notado através das expressões faciais dos personagens (estes têm feições intensas), da posição dos corpos, gestos e posturas. Essas características constroem um ambiente de tensão.
Havia um desejo por parte do artista de interpretar - e estudar - o comportamento e psicologia humana; isso reflete nas ações retratadas em tela, como o abaixar para observar o corpo e o movimento da escrita.
O quadro é uma referência para os estudos da relação entre a Arte e a Ciência, com forte presença do realismo. Faz parte da História da Ciência, e permite melhor compreensão do contexto social de descobertas da época, além de propor uma reflexão das relações entre Deus e Homem/Natureza.

## Outras versões
A obra tem uma versão desenhada pelo cartunista brasileiro Mauricio de Sousa, criador da Turma da Mônica. Essa reeleitura leva o nome de A Lição de Anatomia do Dr. Franjinha, e foi feita do ano de 1998. O quadro substitui as personagens da pintura original por personagens do gibi: Franjinha substitui o doutor Nicolaes Tulp e Sansão - o coelho de pelúcia de Mônica - ocupa o papel do corpo de Aris Kindt. Da esquerda para a direita, do ponto de vista do observador, outros personagens famosos da Turma ficam no lugar nos homens no quadro original: Humberto, Titi, Cascão, Magali, Mônica, Cebolinha e Anjinho. Maurício de Sousa utilizou a técnica de acrílico sobre tela para compor o quadro, de tamanho 117 por 155 cm. 